# Černíky
Černíky (en allemand : Tschernik) est une commune du district de Kolín, dans la région de Bohême-Centrale, en République tchèque. Sa population s'élevait à 151 habitants en 2020.

## Géographie
Černíky se trouve à 5 km au nord-ouest de Český Brod, à 19 km au sud-ouest de Nymburk et à 28 km à l'est de Prague.
La commune est limitée par Vykáň au nord, par Kounice au nord-est, par Český Brod au sud-est, par Rostoklaty au sud, et par Břežany II au sud, à l'ouest et au nord-ouest.

## Histoire
La première mention écrite de la localité date de 1293.
Début 2021, la commune a été transférée du district de Nymburk au district de Kolín en raison de modifications des limites des districts et des communes à compétence étendue.